# 凌海市
凌海市是中国辽宁省锦州市代管的一个县级市，大凌河和小凌河横贯。
凌海市前身是锦县，1993年撤县设市，因驻地座落于大凌河畔，辖区南临渤海湾，取其“凌”和“海”字而得名。市人民政府駐青年大街96号。

## 历史
辽朝始设锦州临海军，置永乐县，属京中道；清朝康熙元年七月（1662年）改锦州为锦县，隶属奉天府，后隶锦州府，为府治。
1937年12月1日，滿洲國國務院把原锦县分出锦州市，锦县县治搬迁至大凌河。
中华人民共和国国务院1993年11月16日撤销锦县，设凌海市（县级市），以地处大凌河入海口得名。

## 人口
根据第七次人口普查数据，截至2020年11月1日零时，凌海市常住人口为412513人。

## 行政区划
凌海市下辖3个街道办事处、15个镇、2个乡：
大凌河街道、金城街道、八千街道、石山镇、余积镇、双羊镇、班吉塔镇、沈家台镇、三台子镇、右卫满族镇、阎家镇、新庄子镇、翠岩镇、安屯镇、大业镇、建业镇、温滴楼镇、白台子镇、板石沟乡、谢屯乡和辽宁省金城原种场。

## 交通
- 102国道过境。
- 朝凌客运专线、 秦沈客运专线：凌海南站